# Augustin Juriga
Augustin Juriga (Subotica, 1947.) je umjetnički fotograf i novinar iz Vojvodine. Rodom je bački Hrvat. Najreprezentativniji je umjetnički fotograf iz zajednice Hrvata u Vojvodini.
Od 24. ožujka 1979. do 5. kolovoza 1996. je radio kao kao fotograf u Međuopćinskom zavodu za zaštitu spomenika kulture u Subotici.
Njegov fotografski opus su obilježile slike koje su u svezi s arhitekturom, objektima i etnografskim predmetima s područja Vojvodine, naročito kazalište u Subotici, Gradska kuća, groblja, Međunarodni festival kazališta za djecu. Osobito mu se ističu fotografije nastale u svezi s Dužijancom. Osim zavičajnih tema, omiljena tema su mu Pakistan (Lica Lahorea) i urbani prizori iz Amerike. Ipak, fotografski opus mu se nije ograničio samo na nežive objekte, nego su mu i ljudi bili zanimljivom temom. Izlagao je zajedno s drugim fotografima i samostalno u nekoliko gradova.
Fotografski je opremao knjige, kao što je bila monografija o prvom suvremenom slikaru u bunjevačkih Hrvata Stipanu Kopiloviću.
Član je Udruženja likovnih umjetnika primijenjenih umjetnosti i dizajnera Vojvodine i Nezavisnog udruženja novinara Srbije. 
2011. se godine je serija poštanskih maraka tiskanih na temu Dužijance sadržavala je vinjete koje se napravilo temeljem fotografija Augustina Jurige. Na njima se prikazuje risarske radove i ine običaje u svezi s običajem bačkih Hrvata, Dužijancom. U istoj seriji su djela Kate Rogić, Marije Ivković Ivandekić i Jozefine Skenderović.

## Djela
- Salaši u mom oku, fotomonografija, 1997., (nagrada dr Ferenc Bodrogvári)
- Ris, monografija, 2003.
- Zaostavština predaka, katalog mađarskih narodnih običaja, 2000.
- kalendari na temu Subotice (nekoliko nagrađenih)

Osim svojih samostalnih djela, njegove fotografije su obogatile monografije poznatih autora, Boška Krstića (monografija o Subotici) i Bele Durancija (Arhitektura secesije u Vojvodini). 

## Nagrade
Kalendari s njegovim fotografijama su bili nagrađivani, a 2005. je dobio i nagradu Pro urbe.
1998. godine dobio specijalno priznanje »Dr Ferenc Bodrogvári« grada Subotice za retrospektivnu izložbu i fotomonografiju »Salaši u mom oku«. 2000. godine u Gospođincima mu je dodijeljeno Zlatno paunovo pero za zbirku fotografija na temu seoskih groblja. Tim Foto Juriga design, dobio je priznanje na V. Jugoslavenskoj izložbi novogodišnjih kalendara za 2001. godine, a 2003. priznanja na VII. Jugoslavenskoj izložbi kalendara za 2003., održane 11. veljače održana u Muzeju Vojvodine u Novom Sadu, za kalendare Tržnica i Fontane. (Zavoda za urbanizam).

## Vanjske poveznice
- Radio Subotica, program na hrvatskom jeziku  Arhivirana inačica izvorne stranice od 13. listopada 2007. (Wayback Machine) Kalendar "Gradska kuća" Juriga
- www.augustinjuriga.com[neaktivna poveznica]